# Ivan Laing
Ivan Laing (18. kolovoza 1885. — 30. studenog 1917.) je bivši škotski hokejaš na travi. 
Osvojio je brončano odličje na hokejaškom turniru na Olimpijskim igrama 1908. u Londonu igrajući za Škotsku. 
Poginuo je na ratištu u Prvom svjetskom ratu. U tom trenutku je bio časnikom i nosio je čin poručnika. Bio je u britanskoj regimenti Coldstream Guards kod Metza na Coutureu, na čijem je općinskom groblju i pokopan (groblje Povjerenstva za ratne grobove država Britanske zajednice naroda).

## Vanjske poveznice
- Profil na databaseOlympics
- Profil na Sports Reference.com  Arhivirana inačica izvorne stranice od 2. kolovoza 2015. (Wayback Machine)